# Римски форум
Римски форум (лат. Forum Romanum) је био средиште политичког, правног, привредног, културног и религиозног живота древног Рима. Под форумом се подразумевају све зграде, споменици и остаци древних рушевина. У време Рима, Форум је био урбано место.
Првобитно, на месту римског форума је била мочварна долина поред брежуљка Палатин, у којој су латински насељеници закопавали своје мртве. Тек се негде око VI века п. н. е. пошто је мочвара исушена, долина почела насељавати.
Године 490. п. н. е. тамо су изграђена два храма, посвећена боговима Сатурну и Кастору, што је уједно и убрзало развијање места форума као градског средишта. Конзули Марко Емилије Лепид и Марко Фулвије Нобилиор су 176. п. н. е. подигли базилику Емилију. Северно од Форума, непосредно поред њега постојао је све до Цезареве смрти и Комитиум, као средиште римске политике, који је била сачињавана од Курије (зграда Сената) и Ростре, јавног политичког подијума римских политичара.
У време цара Августа Октавијана, Форум је добио свој сјај и лепоту, поплочан је мрамором и преуређен. За време владавине римских царева после Августа, Форум је служио за религиозне обреде а мање у политичке сврхе, па је временом пао у заборав. У време касне Римске републике, Форум је постао мали, па су сви владари после Цезара, који је такође изградио свој Форум Јулијум, почели градити своје форуме и храмове.
Тек крајем 18. века извршена су прва археолошка ископавања на месту Форум Романума.
Форум, у античким римским градовима, централно постављен отворен простор окружен јавним зградама и колонадама, који служи за јавна окупљања у различитим приликама. Форум је био адаптација грчке Агоре и Акрополиса. Форум Романум у Риму је назив који се односио на простор између Палатина и Капитола. У Римској републици на овом месту одржавала су се јавна окупљања, заседања суда и гладијаторске игре, а био је окружен радњама и пијацама.
У Римском царству, када се форум развио у центар за религиозне и световне светковине и спектакле, на њему су се налазили неки од најистакнутијих римских храмова, базилика и споменика. Грађени су и нови форуми, неки посебно изграђени за судске или административне послове, а други за трговину. Естетска хармонија Трајановог форума (II век н. е.), са његовим комплексом зграда, дворишта и низа продавница, утицала је на развој архитектуре многих касније насталих градова.